# شهیدآباد (خرم‌بید)
شهیدآباد (خرم‌بید)، روستایی از توابع بخش مشهد مرغاب شهرستان خرم‌بید در استان فارس ایران است.

## جمعیت
این روستا در دهستان شهیدآباد قرار دارد و بر اساس سرشماری مرکز آمار ایران در سال ۱۳۸۵، جمعیت آن ۶۸۷ نفر (۱۸۲خانوار) بوده‌است. اکثریت این شهرستان را عشایر باصری تشکیل می‌دهند